# 山寺芭蕉記念館
山寺芭蕉記念館（やまでらばしょうきねんかん）は、山形県山形市にある記念館。

## 概要
1989年4月に市制施行100周年を迎えた山形市が記念事業の一環として、また同年には松尾芭蕉が『奥の細道』の吟行で山寺（立石寺）を来訪してから300年の節目を迎えることを踏まえ、市が山寺地区に記念館を建設。立石寺と相対する台地に同年7月9日に開館した。
記念館は鉄筋コンクリートの展示棟と数寄屋造りの研修棟からなり、設計は、京都伝統建築技術協会伝統建築研究所（中村昌生）+平吹武建築設計事務所JVが担い、施工は千歳組+市村工務店JVが手掛けた。
芭蕉に関する文献等を展示するほか、研修室および茶室は一般への貸出も可能である。
2010年代に入ると仙台空港を利用する外国人観光客が訪れるようになり、受け入れ態勢を整えるためパンフレットも英語、中国語版が用意されるようになった。台湾からの団体客数だけを見ても、2013年度の80人であったものが2016年度には359人に増加している。

## 館内施設
- 展示棟
  - 展示室1・2
  - 映像室
- 研修室
  - 研修室1・2
- 茶室
  - 観宝亭（広間）
  - 芭蕉堂（立礼席）

## 開館時間
9時から16時30分（研修室・茶室は9時から21時）

## 休館日
不定休

## 料金
- 入館料
  - 大人400円（20名以上の団体は320円）
  - 高校生以下 無料

## アクセス
- JR仙山線山寺駅から徒歩約8分
- JR山形駅から山交バスで約45分「芭蕉記念館前」下車すぐ
- 山形自動車道山形北ICから約20分